# Barislovci
Barislovci – wieś w Słowenii, w gminie Videm. W 2018 roku liczyła 119 mieszkańców.